# Nazarszo Dodchudojew
Nazarszo Dodchudojew (ros. /tadż. Назаршо Додхудоев, ur. 20 grudnia 1915 w kiszłaku Derzud w Emiracie Buchary, zm. 30 czerwca 2000 w Duszanbe) – radziecki i tadżycki polityk, przewodniczący Prezydium Rady Najwyższej Tadżyckiej SRR w latach 1950–1956, premier Tadżyckiej SRR w latach 1956–1961, funkcjonariusz NKWD.

## Życiorys
Urodzony w rodzinie chłopskiej. W latach 1930-1933 uczył się w technikum pedagogicznym, 1934 ukończył szkołę partyjną, a 1936–1937 Wyższą Szkołę Dziecięcego Ruchu Komunistycznego przy KC Komsomołu. Od 1934 pracownik redakcji gazety „Badachszani surch”, w 1935 wstąpił do Komsomołu, 1935–1936 przewodniczący pionierskiego oddziału obwodowego komitetu Komsomołu Górskiego Badachszanu, 1937–1938 I sekretarz rejonowego komitetu Komsomołu w Obigarmie. W latach 1938–1940 kierownik działu w gazecie „Wasijati Lenin”, 1940–1941 słuchacz szkoły milicyjnej w Stalinabadzie (obecnie Duszanbe), po czym został pracownikiem NKWD Tadżyckiej SRR. W latach 1941–1942 pomocnik pełnomocnika sekretno-politycznego wydziału NKWD, 1942–1943 oficer ochrony. 1943-1945 naczelnik Obwodowego Zarządu NKWD w Warzobie, 1945-1947 zastępca naczelnika, 1947-1948 naczelnik Obwodowego Zarządu NKWD w Górskim Badachszanie, 1948–1950 był tam przewodniczącym Obwodowego Komitetu Wykonawczego. Od 29 lipca 1950 do 25 maja 1956 przewodniczący Prezydium Rady Najwyższej Tadżyckiej SRR, równocześnie zastępca przewodniczącego Prezydium Rady Najwyższej ZSRR, następnie do 13 kwietnia 1961 premier Tadżyckiej SRR i równocześnie minister spraw zagranicznych Tadżyckiej SRR. W kwietniu 1961 usunięty z partii pod zarzutem oszustw i malwersacji. Deputowany do Rady Najwyższej ZSRR od 3 do 5 kadencji. Odznaczony trzema Orderami Lenina.